# NGC 5400
NGC 5400 је елиптична галаксија у сазвежђу Девица која се налази на NGC листи објеката дубоког неба.
Деклинација објекта је - 2° 51' 27" а ректасцензија 14h 0m 37,2s. Привидна величина (магнитуда) објекта NGC 5400 износи 13,1 а фотографска магнитуда 14,1. NGC 5400 је још познат и под ознакама MCG 0-36-8, CGCG 18-20, PGC 49869.